# Charles Gordon

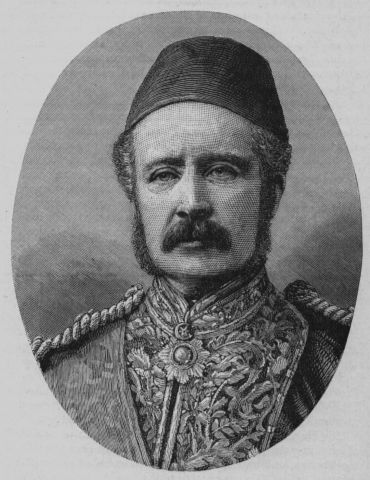
Gordon-zarządca

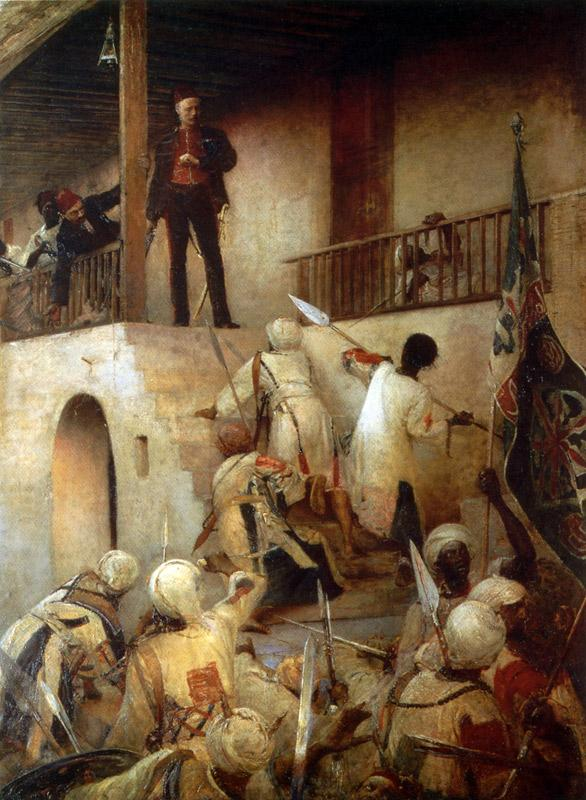
Ostatnie chwile Gordona na obrazie George’a W. Joya z 1893

Charles George Gordon, Gordon Pasza (ur. 28 stycznia 1833 w Woolwich, Londyn, zm. 26 stycznia 1885 w Chartumie) – brytyjski generał i administrator kolonialny urzeczywistniający kolonialną politykę Wielkiej Brytanii, w Chinach, Egipcie i Sudanie; gubernator Sudanu od 1877 do 1879; znany jako „Chiński Gordon” za sprawą swych sukcesów militarnych w Chinach, a następnie jako „Gordon z Chartumu”, gdzie zginął podczas powstania Mahdiego.

## Życiorys
Urodził się w rodzinie oficera artylerii. W 1848 wstąpił do akademii wojskowej w Woolwich, po której ukończeniu uzyskał w 1852 przydział do wojsk inżynieryjnych jako podporucznik. W 1854 odkomenderowano go na Krym, gdzie uczestniczył w wojnie krymskiej, w tym w oblężeniu Sewastopola. Kilkakrotnie wymieniany wtedy w meldunkach brytyjskich. Odznaczony za męstwo przez Francuzów. W 1859 roku Gordon awansował do stopnia kapitana. Na ochotnika zgłosił się do armii brytyjskiej walczącej w wojnie Wielkiej Brytanii i Francji przeciwko Chinom w latach 1856–1858 i w 1860. W trakcie okupowania Pekinu w październiku 1860 dowodził oddziałem, który spalił cesarski pałac letni. W trakcie powstania tajpingów w Chinach brał udział w obronie zagrożonego przez powstańców Szanghaju, nadzorując w maju 1862 budowę fortyfikacji w tym mieście. Po śmierci Fredericka Townsenda Warda przejął chińsko-cudzoziemski oddział o nazwie Armia Zawsze Zwycięska (Armia Niezwyciężona), której Ward był organizatorem i pierwszym dowódcą. Składała się ona z 3500 chłopskich najemników dowodzonych przez europejskich dowódców. Na jej czele zdobył wiele miast w delcie Jangcy, podał się jednak do dymisji, gdy cesarz Chin zaczął skazywać na śmierć powstańców.
W 1874 z ramienia rządu angielskiego udał się do Egiptu, stopniowo uzależnianego od Anglii. Na skutek próśb ze strony rodaków Gordon powrócił do Chin, otrzymując najwyższy stopień w armii chińskiej – titu (naczelny wódz), lecz nie wyraził zgody na przyjęcie od chińskiego cesarza 100 000 sztuk złota, czym zyskał opinię człowieka odpornego na korupcję. Uzyskał Order Łaźni. W 1865 powrócił do Anglii, gdzie nie powierzono mu dowództwa nad żadną z jednostek bojowych armii brytyjskiej, lecz przez 5 lat przyszło mu kierować pracami inżynieryjnymi podczas renowacji fortów w Gravesend i Tilbury. W 1873 został awansowany na pułkownika i wysłany do Sudanu, gdzie czekało go objęcie stanowiska gubernatora i misja zwalczania handlu niewolnikami. W 1880 wyjechał do Indii jako sekretarz wicekróla, po czym odbywał służbę w Chinach, na Mauritiusie i w Afryce Południowej.
Był zwolennikiem przyznania autonomii Botswanie, Afryce Południowej i Irlandii, przez co ściągnął na siebie niechęć władz brytyjskich. Belgijski król Leopold II Koburg zaoferował mu urząd gubernatora Wolnego Państwa Kongo, jednak w 1881 Muhammad Ahmad ibn Abd Allah al-Mahdi znany jako Mahdi z Sudanu wywołał powstanie w Sudanie przeciwko rządom angielsko-egipskim. Opinia publiczna w Wielkiej Brytanii głośno domagała się interwencji; Charles Gordon przeprowadził tam szybką ewakuację armii Egiptu i Anglii. W lutym 1884 Gordon przybył do Chartumu – stolicy Sudanu. Wyekspediował z miasta 2000 kobiet i dzieci, a również i chorych oraz rannych ludzi. Prawie miesiąc później – 13 marca – oddziały Mahdiego przystąpiły do oblężenia miasta.
Na skutek zwlekania władz, które dopiero w październiku 1884 przysłały wojska, Chartum został zdobyty, a Gordon i inni obrońcy miasta zginęli. Odsiecz znalazła się w Chartumie dwa dni po tym wydarzeniu. Do dzisiaj nie zostało ustalone, w jakich dokładnie okolicznościach Gordon stracił życie. Rząd brytyjski odmówił wcześniej wsparcia Gordonowi uznając, że nie wykonał rozkazów w sprawie ewakuacji, lecz dopiero naciski ze strony opinii publicznej i królowej Wiktorii skłoniły go do zmiany stanowiska. Skutkiem śmierci Gordona była dymisja drugiego rządu Williama Ewarta Gladstone’a.

## Spuścizna
Gordon został bohaterem narodowym Wielkiej Brytanii po swojej śmierci, za którą Brytyjczycy oskarżyli zbyt późne udzielenie wsparcia ze strony rządu. Oficjalny dworski poeta, Alfred Tennyson, poświęcił generałowi następujące epitafium.
Warrior of God, man’s friend, not laid below,
But somewhere dead far in the waste Soudan,
Thou livest in all hearts, for all men know
This earth has borne no simpler, nobler man.
Jego postać jest wspominana w powieści Henryka Sienkiewicza W pustyni i w puszczy, a także w powieści Triumf słońca Wilbura Smitha. W 1966 Charlton Heston uwiecznił go w filmie Chartum. W Aberdeen w Szkocji, przed wejściem do Uniwersytetu Roberta Gordona (ang. The Robert Gordon University) znajduje się jego pomnik.